# Championnat de Birmanie de football 2022
Navigation
Saison précédente Saison suivante
Le Championnat de Birmanie de football 2022 est la quatorzième édition de la Myanmar National League. Les dix meilleurs clubs du pays sont regroupés au sein d'une poule unique où ils s'affrontent deux fois, à domicile et à l'extérieur. Les deux derniers du classement final sont relégués et remplacés par les deux meilleurs clubs de D2.
Le club de Shan United, champion en 2020 est le tenant du titre. L'édition 2021 a été annulée à cause des troubles dans le pays.

## Qualifications continentales
Le champion de Birmanie et le vice-champion se qualifient pour la Coupe de l'AFC 2023-2024.

## Les clubs participants
- Yadanarbon FC
- Yangon United
- GFA - Promu
- Shan United
- Myawady - Promu
- Hantharwady United
- Ayeyawady FC
- Rakhapura United
- Sagaing United est renommé Mahar United
- ISPE

## Compétition
Le barème utilisé pour établir le classement est le suivant :
- Victoire : 3 points
- Match nul : 1 point
- Défaite : 0 point

| Rang | Équipe             | Pts | J  | G  | N | P  | Bp | Bc | Diff |
| ---- | ------------------ | --- | -- | -- | - | -- | -- | -- | ---- |
| 1    | Shan United T      | 48  | 18 | 15 | 3 | 0  | 31 | 8  | +23  |
| 2    | Yangon United      | 39  | 18 | 12 | 3 | 3  | 37 | 8  | +29  |
| 3    | Hantharwady United | 32  | 18 | 10 | 2 | 6  | 34 | 15 | +19  |
| 4    | Myawady P          | 31  | 18 | 10 | 1 | 7  | 29 | 18 | +11  |
| 5    | Ayeyawady United   | 28  | 18 | 8  | 4 | 6  | 34 | 20 | +14  |
| 6    | Yadanarbon FC      | 28  | 18 | 8  | 4 | 6  | 30 | 19 | +11  |
| 7    | ISPE               | 25  | 18 | 7  | 4 | 7  | 25 | 24 | +1   |
| 8    | Mahar United       | 11  | 18 | 3  | 2 | 13 | 15 | 50 | -35  |
| 9    | GFA P              | 10  | 18 | 3  | 1 | 14 | 21 | 59 | -38  |
| 10   | Rakhapura United   | 5   | 18 | 1  | 2 | 15 | 13 | 48 | -35  |

|  | Qualification pour la Coupe de l'AFC 2023-2024                               |
|  | Relégation directe                                                           |
|  | T : Tenant du titre C : Vainqueur de la Coupe de Birmanie P : Promu de MNL-2 |

## Bilan de la saison
| Championnat de Birmanie de football 2022 |                        |
| Champion                                 | Shan United (4e titre) |
| Qualifications continentales             |                        |
| Ligue des champions de l'AFC 2023-2024   | aucun                  |
| Coupe de l'AFC 2023-2024                 | Shan United            |
| Coupe de l'AFC 2023-2024                 | Yangon United          |
| Promotions et relégations                |                        |
| Promus en Myanmar National League        |                        |
| Relégués en MNL-2                        |                        |